# 2021 Poincaré
2021 Poincaré là một tiểu hành tinh vành đai chính được phát hiện bởi nhà thiên văn học Louis Boyer người Pháp ngày 26 tháng 6 năm 1936 ở Algiers. Tiểu hành tinh được đặt theo tên nhà toán học người Pháp Henri Poincaré.